# Ильичёвский район (Казахстан)
Ильичёвский район — район, существовавший в Южно-Казахстанской (с 1962 года — Чимкентской) области Казахской ССР в 1944—1963 годах. Центр — рабочий посёлок Ильич.

## История
Ильичёвский район был образован в мае 1944 года. В его состав вошли Амангельдинский, Калининский, Молотовский сельсоветы и Ильичевский поссовет Кировского района, а также Прогресский и Сакко-Ванцеттинский сельсоветы Пахтааральского района.
К 1 января 1951 года район включал рабочий посёлок Ильич и 5 сельсоветов: Амангельдинский, Калининский, Молотовский, Прогресский и Сакко-Ванцеттинский.
28 октября 1955 года путём выделения из Ильичёвского района был образован Джетысайский район. 
2 января 1963 года Ильичёвский район был упразднён.

## Население
По данным переписи 1959 года, в Ильичёвском районе проживало 77 205 чел..